# RBD: la familia (banda sonora)
RBD: La Familia es la primera banda sonora del grupo mexicano RBD. Este álbum fue hecho en promoción de su serie RBD: la familia. Fue lanzado por SKY Network como parte de su "fun pack" el 14 de marzo de 2007. El álbum incluye la nueva canción "Quiero poder", que fue coescrita por Dulce María, dos canciones acústicas, una canción en vivo y 6 canciones álbumes anteriores. El DVD también incluye un behind the scenes documental de la grabación de "Quiero poder".

## Lista de canciones
| La Familia – CD |                                     |          |  |
| N.º             | Título                              | Duración |  |
| 1.              | «Quiero Poder»                      | 2:46     |  |
| 2.              | «Rebelde»                           | 3:32     |  |
| 3.              | «Ensina-Me»                         | 3:38     |  |
| 4.              | «Qué Hay Detrás» (Acoustic version) | 3:47     |  |
| 5.              | «Así Soy Yo»                        | 3:08     |  |
| 6.              | «Qué Fue Del Amor»                  | 3:44     |  |
| 7.              | «Futuro Exnovio»                    | 2:58     |  |
| 8.              | «Save Me»                           | 3:57     |  |
| 9.              | «Este Corazón» (Acoustic version)   | 3:50     |  |
| 10.             | «Una Canción» (Live)                | 3:41     |  |
| 35:01           |                                     |          |  |

| La Familia – DVD |                                                         |          |  |
| N.º              | Título                                                  | Duración |  |
| 1.               | «Behind the Scenes of recording "Quiero Poder"» (Video) | 8:00     |  |